# Paiva
Paiva är en kommun i Brasilien.   Den ligger i delstaten Minas Gerais, i den sydöstra delen av landet, 800 km sydost om huvudstaden Brasília. Antalet invånare är 1 560.
Omgivningarna runt Paiva är huvudsakligen savann. Runt Paiva är det glesbefolkat, med 18 invånare per kvadratkilometer.